# Pagai del nord
Pagai del nord (in indonesiano Pagai Utara) è un'isola dell'Indonesia occidentale, appartenente all'arcipelago delle isole Mentawai localizzate a 150 km ad ovest di Sumatra e separate da questa dallo stretto delle Mentawai. Buona parte dell'isola è coperta da foresta pluviale.
L'isola si trova a sud di Sipora e a nord di Pagai del sud, dalla quale è separata da uno stretto. Appartiene alla provincia di Sumatra Occidentale.
L'isola fu investita nel 2004 dal potente tsunami che devastò il sud-est asiatico.